# 蘇魯河
蘇魯河（英語：Suru River），是印度河左岸支流，位於印度查謨-克什米爾邦拉達克地區卡基尔縣。
蘇魯河幹流長度185（115英里），發源於潘昔拉山口附近的潘澤拉冰河。河源位於卡爾吉爾南方約142（88英里），藏斯卡北方約79（49英里）處。蘇魯河形成藏斯卡山脈的西部及北部邊界。

## 外部連結
维基共享资源上的相關多媒體資源：蘇魯河
Template:Ladakh